# Southampton Parish

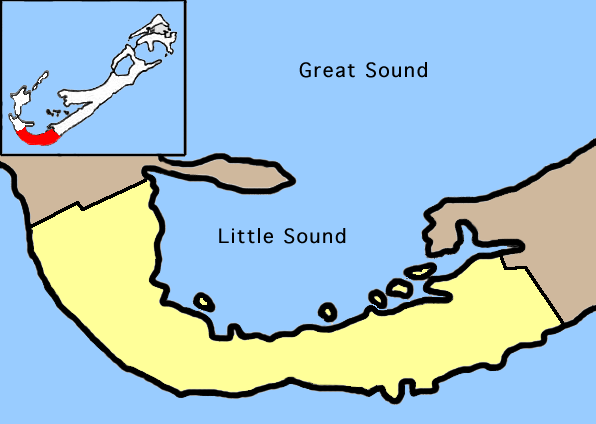
Lage des Southampton Parish innerhalb der Bermudas

Southampton Parish bezeichnet ein 6,1 km² großes Verwaltungsgebiet von Bermuda mit 6421 Einwohnern (2016).
Der in deutschsprachigen Staaten mit einem Landkreis vergleichbare Parish liegt im Südwesten der bermudischen Hauptinsel Grand Bermuda. Zum Verwaltungsbezirk zählen auch noch einige kleine, der Nordküste direkt vorgelagerte Inseln im Little Sound. Southampton Parish grenzt im Nordwesten an den Sandys Parish und im Osten an den Warwick Parish.
Das Verwaltungsgebiet ist nach dem englischen Aristokraten Henry Wriothesley, 3. Earl of Southampton (1573–1624) benannt.
Eine der Sehenswürdigkeiten im Parish ist der 41 Meter hohe und am 1. Mai 1846 in Betrieb genommene Leuchtturm Gibbs Hill Lighthouse.